# كاثرين بارتليت
كاثرين بارتليت (بالإنجليزية: Katharine Bartlett)‏ هي عالمة الإنسان وعالمة أمريكية، ولدت في 1907 في دنفر في الولايات المتحدة، وتوفيت في 2001 في سيدونا في الولايات المتحدة.